# Nemesia bacelarae
Nemesia bacelarae är en spindelart som beskrevs av Decae, Cardoso och Paul A. Selden 2007. Nemesia bacelarae ingår i släktet Nemesia och familjen Nemesiidae.
Artens utbredningsområde är Portugal. Inga underarter finns listade i Catalogue of Life.